# Menceyato de Anaga

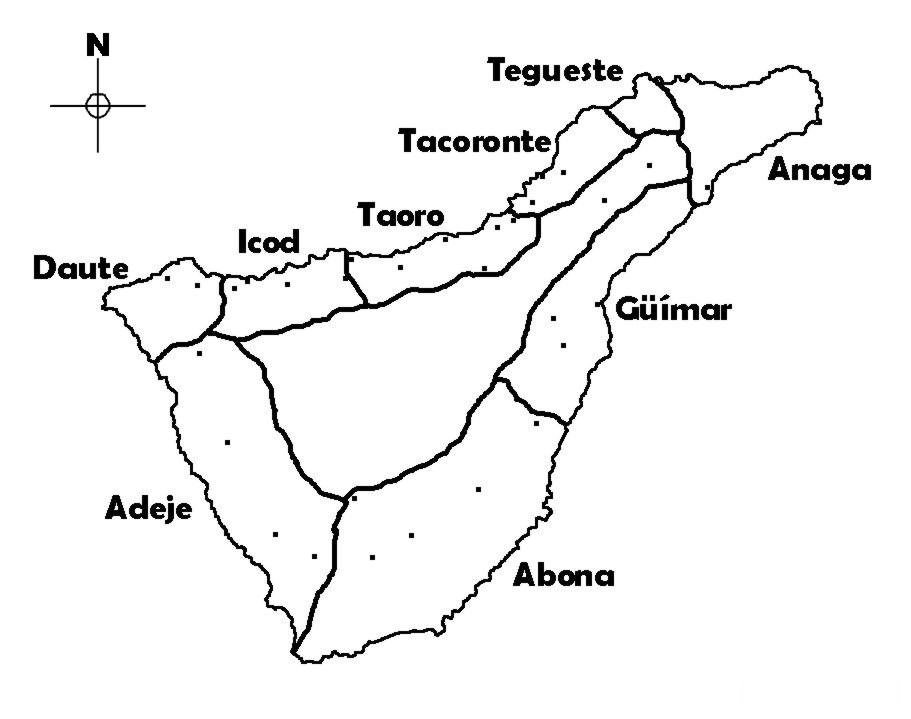
Menceyatos de Tenerife

Le Menceyato de Anaga était l'une des neuf collectivités territoriales des Guanches de l'île de Tenerife, aux îles Canaries, au moment de la conquête de la Couronne de Castille dans le XVe siècle.
Ce royaume guanche (menceyato) était situé au nord-est de l'île. Il occupait les communes de Santa Cruz de Tenerife et San Cristóbal de La Laguna.
Ses mencey  bien connus (rois guanches) furent Serdeto et Beneharo.

## Note
1. ↑  Conquista y antiguedades de las islas de la Gran Canaria y su descripción, con muchas advertencias de sus privilegios, conquistadores, pobladores, y otras particularidades en la muy poderosa isla de Tenerife  (Trad.Spa :"La conquista e i reperti delle isole Gran Canaria con la loro descrizione, sui privilegi, i conquistatori, i coloni, e altre caratteristiche della potente isola di Tenerife")